# 1262 Снядецкія
1262 Снядецкія (1262 Sniadeckia) — астероїд головного поясу, відкритий 23 березня 1933 року.
Тіссеранів параметр щодо Юпітера — 3,212.
Названо на честь польського математика і астронома Яна Снядецького (пол. Jan Śniadecki, 1756–1830).